# 菲利普·邦纳罗蒂
菲利波·朱塞佩·玛丽亚·卢多维科·邦纳罗蒂（義大利語：Filippo Giuseppe Maria Ludovico Buonarroti；1761年11月11日—1837年9月16日），意大利空想社会主义者、作家、革命家、密谋者、共济会成员，赴科西嘉、法国、日内瓦活动，加入雅各宾派，深受让-雅克·卢梭的启蒙思想影响。他在1828年的作品《巴贝夫平等派密谋史》是革命者的经典文献，影响了路易·奥古斯特·布朗基和卡尔·马克思等人。他是新巴贝夫主义的代表人物。

## 生平
1761年，出生托斯卡纳大公国比萨的贵族家庭，与艺术家米开朗基罗同属邦纳罗蒂家族。1782年，毕业于比萨大学法律系，在大学期间建立了被利奥波德大公当局视为具有颠覆性的报刊。期间受到了卢梭、洛克、加布里埃尔·博诺·马布利、克洛德·阿德里安·愛爾維修和埃蒂耶纳-加百利·摩莱里的影响。1786年，加入共济会。
1789年，法国大革命爆发后，在当局监视下表达了对法国大革命的支持，后赴科西嘉，与波拿巴家族结识。1790年，刊发《科西嘉爱国者报》。1791年6月被科西嘉当局驱逐，回到托斯卡纳后被捕入狱。1793年，入法国国籍，后结识罗伯斯庇尔并参加雅各宾派。1794年，热月政变。1795年，被捕。1796年，因参与平等派密谋与巴贝夫一同再次被捕。1800年，被流放。1812年，被驱逐法国。1830年，七月革命，返回巴黎。1837年，去世。

## 著作
- 《为平等而密谋 上卷》商务印书馆（1989年12月）
- 《为平等而密谋 下卷》商务印书馆（1989年12月）